# Caguilán
Caguilán, también conocido como Cawilan, es un barrio del municipio filipino  de Taganaán situado en la isla de Masapelid, adyacente a la de Mindanao en su extremo nordeste. Forma parte de  la provincia de Surigao del Norte  en la Región Administrativa de Caraga, también denominada Región XIII. Para las elecciones está encuadrado en el Segundo Distrito Electoral.

## Geografía
Barrio situado en el extremo noroeste de la isla, situado  17 km al sureste  de la ciudad de  Surigao; al sur de la isla de Bilabid; al este de la bahía de Cagutsán en el canal de Gutuán, frente a la isla de Talavera.
Al sur de la isla de Bilabid, su término linda, por tierra,  al sur  con el barrio de  Patiño y al oeste con el de Fabio.
Al norte se encuentra la isla de Quiatongán la cual forma parte del barrio de Manjagao, término de la vecina ciudad de Surigao.

### Demografía
El año 2100 este barrio rural contaba con una población de 1.139 habitantes, siendo el más poblado de la isla.
En 1990 810 personas ocupaban 149 viviendas.

## Gobierno local
Su alcalde es (2010-2013)  Ernesto E. Turtur y su vicealcalde Genrose E. Ruaya.